# Ancinus depressus
Ancinus depressus (лат.) — вид равноногих ракообразных семейства Ancinidae из подотряда Sphaeromatidea (Sphaeromatoidea). Типовой вид рода Ancinus. Северная часть Атлантического океана у побережья США.

## Описание
Длина около 1 см (половозрелые самцы от 8 до 12 мм). Тело дорсовентрально сплющенное, удлинённо-овальное; сверху гладкое. Уроподы одноветвистые. Глаза развиты, маленькие, овальные, расположены у заднего края головы. Жгутик 1-й антенны содержит от 9 до 18 члеников, жгутик 2-й антенны — от 9 до 10 сегментов. Голова короткая и широкая. 1-й переопод с ложной клешнёй, хватательный. 1-й плеопод одноветвистый; ветви 2 и 3-го плеоподов без маргинальных щетинок; экзоподит 3-го плеоподита одночлениковый. Обитают в литоральной зоне на глубине до 6 м.
Вид был впервые описан в 1818 году американским зоологом и энтомологом Томасом Сэем под названием Naesa depressa Say, 1818.
Ранее вид Ancinus depressus включали в состав крупного семейства Sphaeromatidae. Иверсон в 1982 году (Iverson, 1982) впервые установил подсемейство Ancininae Dana, 1852 (для замены группы Colobranchiatae, которая была впервые выделена ещё в 1909 году Richardson, 1909). В 1993 году Брюс (Bruce, 1993) повысил статус подсемейств Ancininae до уровня отдельного семейства Ancinidae Dana, 1852.